# 요하네 루이세 헤이베르
요하네 루이세 헤이베르(덴마크어: Johanne Luise Heiberg, 결혼 이전의 성(姓): 페트게스(Pätges), 1812년 11월 22일 ~ 1890년 12월 21일)는 덴마크의 배우이다.
코펜하겐에서 노점상으로 일하던 덴마크인 아버지와 여관 주인으로 일하던 유대인 어머니 사이에서 태어났다. 1820년에는 발레 학교에 입학했으며 1827년에는 후원자의 도움으로 배우로 데뷔했다.
1831년에는 덴마크의 시인, 극작가, 문학 비평가인 요한 루드비 헤이베르(Johan Ludvig Heiberg)와 결혼했다. 덴마크 왕립극장에서 상연된 여러 편의 연극에 출연했으며 1849년부터 1856년까지 덴마크 왕립극장의 연출가를 역임했다. 1874년에 은퇴할 때까지 275편에 달하는 연극에 출연했다.
1847년 덴마크의 철학자인 쇠렌 키르케고르는 그에게 헌정하는 저서인 《여자 배우의 인생에서의 위기와 위기》(Krisen og en Krise i en Skuespillerindes Liv)를 집필했다. 1997년에 발행된 덴마크의 200크로네 지폐에는 요하네 루이세 헤이베르의 초상화가 그려져 있다.